# Dragonfire
Dragonfire är ett laserbaserat luftvärnsvapen, ett så kallat "laser-directed energy weapon" (LDEW), som har utvecklats i Storbritannien av Defence Science and Technology Laboratory. Det utnyttjar en koncentrerad laserstråle, vilken färdas med ljusets hastighet och skär sönder sitt mål.
Fältförsök med användning av Dragonfire, vilken är avsedd att användas mot luftdrönare, inleddes i början av 2024. Dragonfire ska kunna träffa ett föremål som är stort som ett mynt på en kilometers avstånd. Det är ett av flera liknande laservapen som utvecklas under 2020-talet i bland andra Israel, USA, Kina och Ryssland.